# Каролево (Оборницький повіт)
Каролево (пол. Karolewo) — село в Польщі, у гміні Роґозьно Оборницького повіту Великопольського воєводства.
У 1975-1998 роках село належало до Пільського воєводства.